# Articulata
Os crinóides articulados (Articulata) são uma subclasse de equinodermos crinóides, a única que conta com representantes atuais. Diferenciam-se das subclasses extintas de crinóides pela ausência de uma placa anal e pela presença de um sistema entoneural.

## Morfologia
Crinóides articulados possuem simetria radial pentâmera e sua haste ou pedúnculo consiste de numerosos discos mantidos unidos por ligamentos, suportando uma copa aboral feita de pequenos círculos de placas calcárias.
Normalmente têm cinco braços que constituem uma série articulada (daí seu nome) de ossículos, que se estendem da placa aboral e formam o mecanismo de captura de comida dos articulados.  Os braços são pinulados, isto é, tem pínulas que se espalham ao longo dos mesmos e que aumentam efetivamente a superfície de contato para alimentação. Estas pínulas possuem fendas ambulacrais ciliadas que convergem para formar fendas maiores nos braços que levam até a boca localizada ao lado do ânus, na superfície superior da placa aboral.
São suspensívoros passivos, isto é, alimentam-se de partículas em suspensão. Capturam algas com seus pequenos pés em formato de tubo localizados nas pínulas e os canais ambulacrais ciliados transportam estas algas até a boca.  Apesar de se alimentarem de maneira passiva, alguns destes organismos foram observados se mudando para melhores áreas de alimentação utilizando tanto mecanismos locomotores na base do pedúnculo como se destacando do substrato e movimentando o próprio corpo com os braços.
Atualmente há cerca de 540 espécies descritas de articulados, geralmente divididos em dois grandes grupos. Os bourgueticrinidas, que possuem o corpo normalmente pedunculado, constituem aproximadamente 15% das espécies conhecidas.

## Classificação
Os articulados crinóides são subdivididos nas seguintes ordens e famílias, de acordo com duas diferentes bases de dados:

### Sistema Integrado de Informação Taxonômica (ITIS,[2]da sigla em inglês)
- Ordem Bourgueticrinida
  - família Bathycrinidae
- Ordem Comatulida A. H. Clark, 1908
  - subordem Macrophreata A. H. Clark, 1909
    - família Antedonidae Norman, 1865
    - família Aporometridae (NCBI)
    - família Atelecrinidae
    - família Notocrinidae
    - família Pentametrocrinidae

  - subordem Oligophreata A. H. Clark, 1909
    - família Calometridae
    - família Charitometridae
    - família Colobometridae
    - família Comasteridae Clark, 1908
    - família Eudiocrinidae
    - família Himerometridae
    - família Mariametridae
    - família Thalassometridae
    - família Tropiometridae
    - família Zygometridae

### Registro Mundial de Espécies Marinhas (WoRMS,[3]da sigla em inglês)
- Ordem Cyrtocrinida
  - subordem Hyocrinina
- Ordem Millericrinida
  - subordem Bourgueticrinina
    - família Atelecrinidae
    - família Bathycrinidae
    - família Bourgueticrinidae
    - família Guillecrinidae
    - família Porphyrocrinidae
    - família Vityazicrinidae
    - família Phrynocrinidae

  - subordem Comatulidina
    - família Antedonacea
    - família Comasteracea
    - família Mariametracea
    - família Notocrinacea
    - família Paracomatulacea
    - família Tropiometracea

  - subordem Cyrtocrinina
    - família Eudesicrinidae
    - família Hemicrinidae
    - família Holopodidae

  - subordem Isocrinina
    - família Isocrinidae
    - família Pentacrinitidae
    - família Proisocrinidae

  - subordem Millericrinina
    - família Hyocrinidae

A taxonomia dos articulados varia de acordo com os autores; para uma classificação alternativa veja Mikko's Phylogeny Archive (Articulata) (em inglês).

## Evolução
Os articulados aparecem no registro fóssil pela primeira vez no período Triássico, apesar de outros grupos de crinóides (agora extintos) terem se originado no Ordoviciano.
Simms e Sevastopulo (1993) agrupam as  Flexibilia e Articulata dentro da subclasse Cladida como uma única linhagem monofilética. Estas relações não são contestadas por Ausich (1998a), mas ele propõe uma classificação parcialmente parafilética para descrever mais precisamente a história evolutiva dos crinóides.
Assim, as Flexibilia e Articulata são designadas como subclasses monofiléticas, deixando as Cladida como uma subclasse parafilética. Além disso, as Camerata também são derivadas das cladidas, de acordo com a classificação de Ausich (1998a).
Os crinóides mais primitivos são anatomicamente distintos de todos os outros crinóides e não podem ser colocados dentro de nenhuma subclasse existente. Uma nova subclasse foi criada para estes organismos que, contudo, também é parafilética, pois deu origem tanto às Disparida como às Cladida (Ausich 1998b).
Cinco grupos distintos de articulados sobrevivem nos mares de hoje. Os batiais e abissais hyocrinídeos possuem haste comprida, coluna delgada e disco de fixação terminal. Os batiais e abissais bourgueticrinídeos têm a coluna articulada por sinartrose  (dois conjuntos de ligamentos flanqueando a extremidade fulcral), fixos por um disco terminal ou mediante cirros em forma de raiz.
Os isocrinídeos batiais possuem cirros em espiral ao longo da haste. Os cyrtocrinídeos também são crinóides batiais, mas com uma haste curta formada por até duas colunais, ou um cálice encorpado e expandido que se cimenta diretamente sobre o substrato.
Finalmente, os comatulídeos, que habitam desde a zona intermareal até a zona abissal. As pós-larvas possuem haste, mas nos organismos juvenis e adultos ela é descartada, com exceção do segmento superior. Adotam uma vida livre.